# Route nationale 331 (Espagne)
Pour les articles homonymes, voir Route nationale 331 (homonymie).
La route nationale N-331 relie Cordoue à Málaga. Sa longueur est de 147 km.

## Localités traversées
- Cordoue
- Fernán-Núñez
- Montemayor
- Montilla
- Aguilar de la Frontera
- Monturque
- Los Santos
- Lucena
- Encinas Reales
- Benamejí
- El Tejar
- Antequera
- Villanueva de Cauche
- Casabermeja
- Málaga